# Guerra dels Mercenaris
La Guerra dels Mercenaris o Guerra líbia va ser una revolta dels exèrcits de mercenaris al servei de l'Imperi cartaginès durant i al final la Primera Guerra Púnica, i que va comptar amb el suport d'assentaments a Líbia descontents amb el control cartaginès.
Quan Hamílcar Barca va tornar a l'Àfrica després de la Primera Guerra Púnica, les seves tropes, 20.000 mercenaris europeus (hispans, gals, lígurs, balears i grecs), la major part antics esclaus o desertors, 70.000 africans i 2.000 númides que s'havien mantingut fidels només pel seu carisma i per la promesa d'una bona paga, es van revoltar quan les recompenses per la campanya van ser retingudes pels seus opositors polítics dins l'aristocràcia. Aquesta guerra va representar un gran perill per a l'Imperi cartaginès, ja que va ser una campanya molt violenta i destructiva. Aquest perill ja l'havia advertit el mateix Hamílcar als generals de l'aristocràcia.
Els amotinats, uns 20.000 homes dirigits per Espendi i Mató, van ocupar Tunis, situat a uns 15 km de Cartago, i el senat cartaginès va enviar a parlamentar a Giscó, qui havia d'oferir tot el que demanaven, però les concessions van arribar tard, car els líders de la revolta van témer per la seva seguretat una vegada acabada, van acceptar i van presentar noves demandes. Els mercenaris van capturar Giscó,
i van aconseguir convèncer els pobles de Líbia i els númides per unir-se a la revolta contra Cartago. Les forces líbies, que dominaven tot l'interior del país, tenien aïllada Cartago i disposaven de tres exèrcits, dos amb els quals assetjaven Útica i Hipona, les dues úniques ciutats lleials a Cartago, que es negaren a desertar als mercenaris, i un tercer a Tunis, mentre que Cartago únicament dominava el mar. El comandament contra els rebels el va assolir el general Hannó II el Gran, que no va aconseguir res.

## Situació

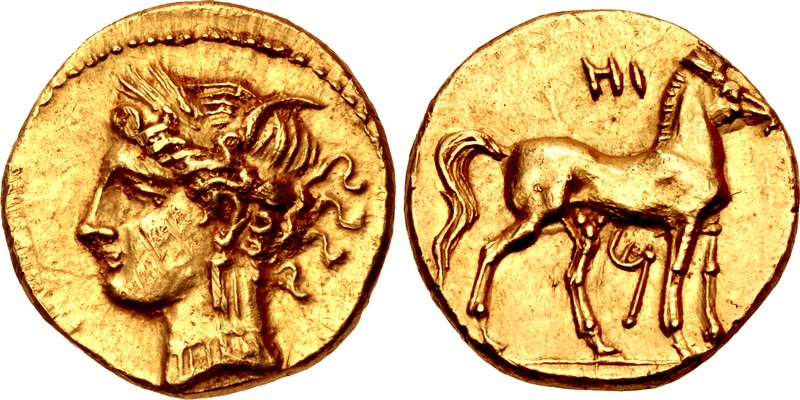
Mig sicle de Cartago. Probablement és la moneda esmentada per Polibi que van rebre com a primer pagament els mercenaris d'Amílcar quan van tornar de Sicília l'any 241 aC.

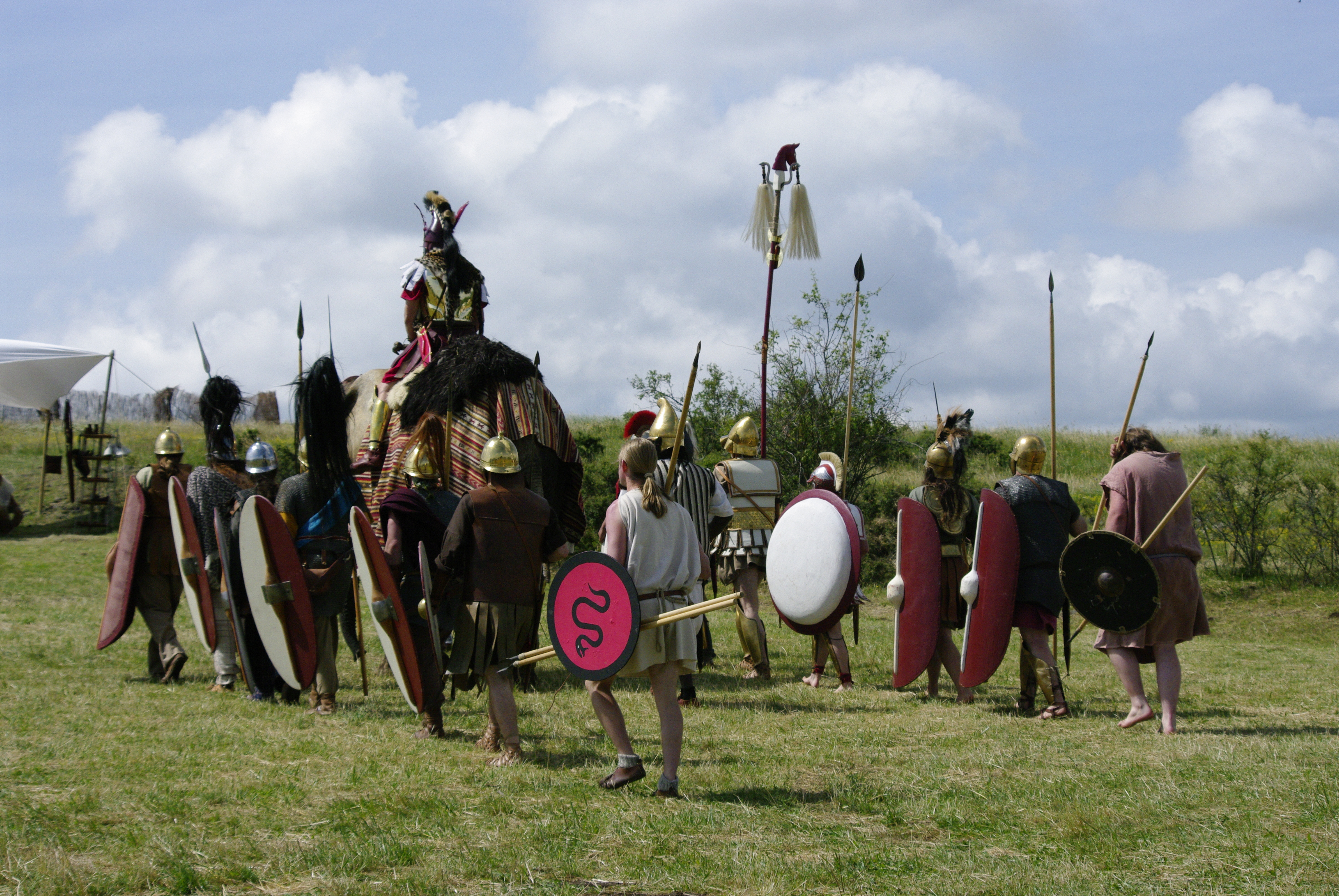
Recreacions modernes de soldats cartaginesos i un elefant de guerra en un recreació històrica a Alvèrnia el 2012

### Hannó

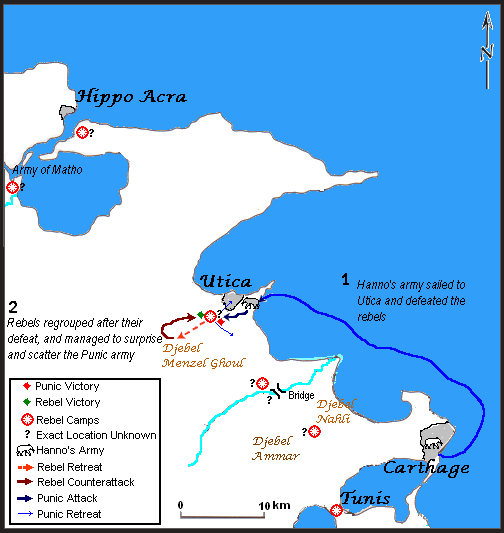
Batalla d'Útica

### Hamílcar

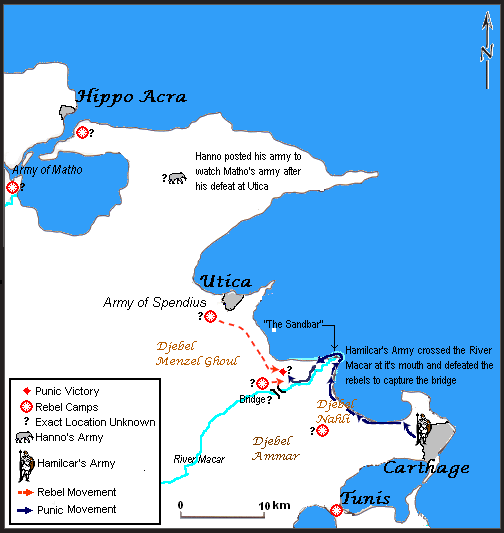
Batalla del riu Bàgradas

### Guerra sense treva

Principals maniobres durant la guerra

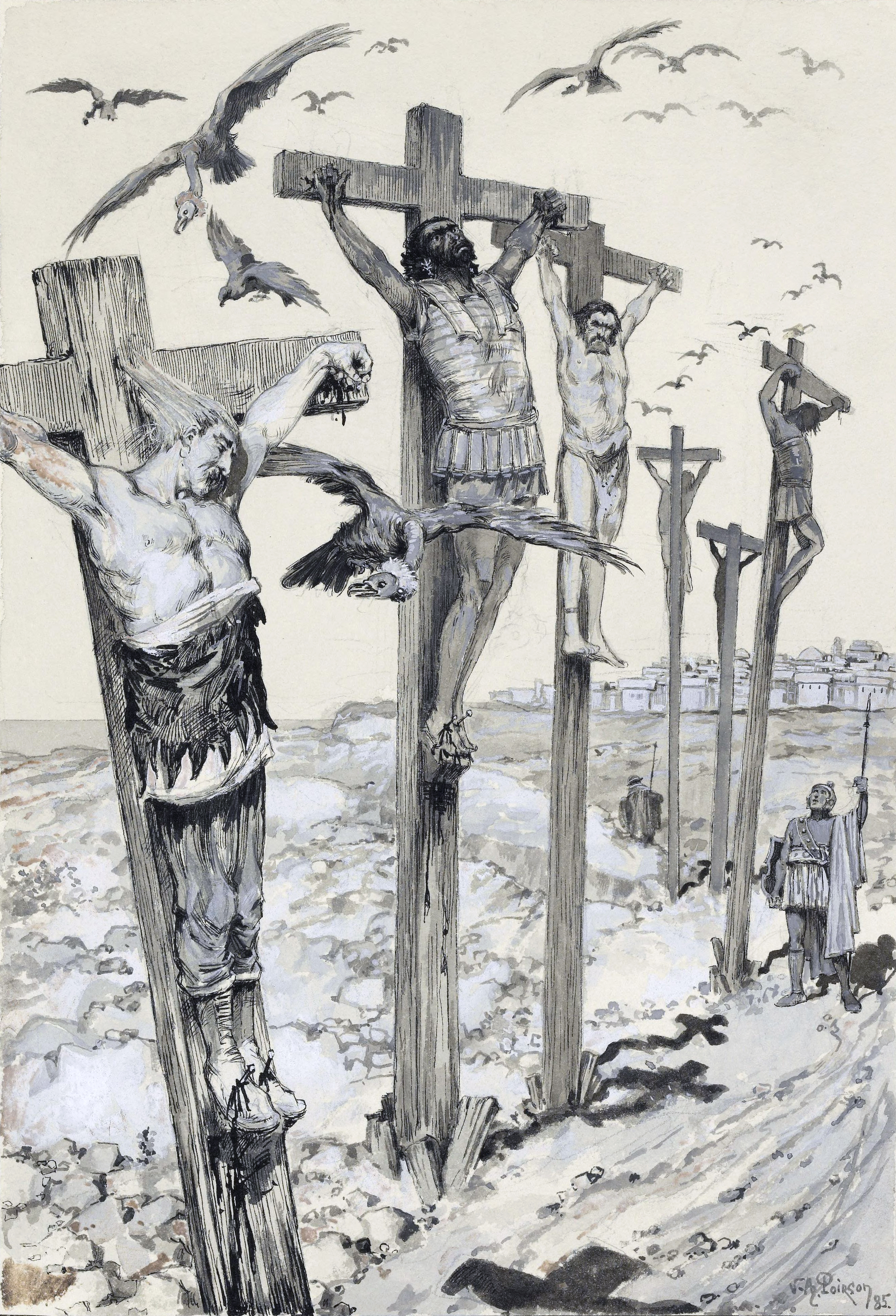
L'il·lustrador francès del Victor Armand Poirson va dibuixar la crucifixió d'Espendi i els seus lloctinents davant de Tunis.